# تي بي. مور
تي بي. مور (بالإنجليزية: Thomas Bather Moore)‏ هو مستكشف أسترالي، ولد في 1850 في New Norfolk ‏ في أستراليا، وتوفي في 14 أغسطس 1919 في كوينزتاون ‏ في أستراليا.